# Pik Botha

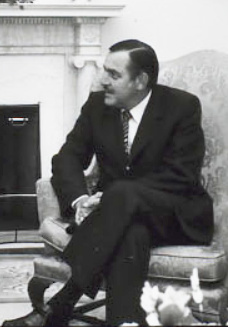
Pik Botha (1981)

Roelof Frederik „Pik“ Botha (* 27. April 1932 in Rustenburg, Transvaal; † 12. Oktober 2018 in Pretoria) war ein südafrikanischer Diplomat und Politiker (Nasionale Party). Er war von 1977 bis 1994 Außenminister Südafrikas und anschließend Minister für Bodenschätze und Energie.

## Karriere
Nach dem Studium der Philosophie und der Rechtswissenschaften in Pretoria arbeitete er ab 1953 im auswärtigen Dienst, unter anderem in Schweden und Deutschland. 1965/66 vertrat er die südafrikanische Regierung als Rechtsberater in Fragen Südwestafrikas vor dem Internationalen Gerichtshof in Den Haag. 1968 bis 1970 nahm er die Stellung des Unterstaatssekretärs im Außenministerium ein. Danach wurde er zum Abgeordneten der Nasionale Party in der Nationalversammlung gewählt.
Ab 1974 war Botha ständiger Repräsentant der südafrikanischen Regierung bei der UNO und seit 1975 Botschafter in den Vereinigten Staaten. Nach der Wahl 1977 ins Parlament ernannte man ihn im Mai des Jahres zum Außenminister. Auf der einen Seite befürwortete ‚Pik‘ Botha stets die friedliche Lösung aller Probleme Südafrikas und die Beendigung der langjährigen Apartheidpolitik, andererseits galt er als einer der Hauptvertreter der sogenannten „getrennten Entwicklung“ von „Nichtweißen“ und „Weißen“ im Staat bei „getrennter Freiheit“. 1986 sorgte er mit seiner Äußerung, er könne sich eines Tages einen schwarzen Präsidenten in Südafrika vorstellen, für Aufsehen; er wurde umgehend vom damaligen Staatspräsidenten Pieter Willem Botha zurechtgewiesen.
Von 1994 bis 1996 war er Minister für Bodenschätze und Energie in der Regierung der nationalen Einheit unter Nelson Mandela.

## Familie
Botha hatte mit seiner ersten Frau Helena (1932–1996) vier Kinder, darunter den Rockmusiker Piet Botha. 1998 heiratete er zum zweiten Mal. Pik Botha war nicht verwandt mit dem ehemaligen südafrikanischen Staatspräsidenten Pieter Willem Botha.

## Sonstiges
Bothas Spitzname Pik ist die Kurzform des Afrikaans-Wortes „Pikkewyn“, deutsch „Pinguin“, weil Botha besonders im Anzug einem Pinguin geähnelt haben soll.